# Wesley Pipes
Wesley Pipes (actor pornogràfic afroamericà nascut el 20 de gener de 1969, a Mississipi) és un actor pornogràfic estatunidenc. Va entrar en la indústria del cinema pornogràfic el 1998.